# Фукс, Ханс Петер
Ханс Пе́тер Фукс-Э́ккерт (нем. Hans Peter Fuchs-Eckert, 1928—1999) — швейцарский ботаник, главным образом — птеридолог.

## Биография
Родился в Базеле в 1928 году. В 1948 году поступил в Базельский университет, где изучал ботанику и географию.
В 1958 году защитил диссертацию на соискание степени доктора философии, в которой рассматривал систематику рода Isoëtes. В течение года работал в гербарии Смитсоновского института в Вашингтоне, затем стал сотрудником Батавской нефтяной компании в Гааге. С 1961 года работал в Royal Dutch Shell научным сотрудником — палинологом.
В июле 1963 года принимал участие в Международном симпозиуме по экологическим исследованиям растительности влажных тропиков в Кучинге, после него до сентября путешествовал по Северо-западному Борнео, иногда — вместе с Германом Слоймером.
В 1967 году в продолжение четырёх месяцев путешествовал по тихоокеанскому побережью Колумбии.
Скончался 8 июня 1999 года в коммуне Трин.

## Некоторые научные работы
- Fuchs, H. P. Zur Nomenclature der Gattung Vincetoxicum F. C. Medikus, non Th. Walter // Verhandlungen der Naturforschenden Gesellschaft in Basel. — 1961. — Vol. 72(2). — P. 343—349.
- Fuchs, H. P. Die Familie Bauhin in Basel // Bauhinia. — 1977. — Vol. 6(1). — P. 13—48.
- Fuchs, H. P. Isoetáceas // Flora ilustrada catarinense. — Itajaí, 1986. — 42 p.

## Виды растений, названные в честь Х. Фукса
- Licania fuchsii Prance, 1972
- Phragmotheca fuchsii Cuatrec., 1971
- Plesioneuron fuchsii Holttum, 1975
- Rhododendron fuchsii Sleumer, 1964